# Thomas Wensing
Thomas Wensing (* 1. Mai 1978 in Köln) ist ein deutscher Schriftsteller, der Gedichte und Kurzgeschichten schreibt.

## Leben und Werk
Thomas Wensing, 1978 in Köln geboren, studierte an der Universität zu Köln Wirtschaftsinformatik und promovierte an der Katholischen Universität Eichstätt-Ingolstadt über ein Thema der Lagerhaltungstheorie. Wensing arbeitet als Spezialist für Mathematische Optimierung.
Neben Studium und normaler Berufstätigkeit entwickelte Wensing sein Talent als Autor. Seit Ende der 1990er Jahre ist er als Dichter mit Publikationen in verschiedenen Lyrik-Anthologien vertreten, unter anderem im Martin Werhand Verlag in den Anthologien Junge Lyrik, Junge Lyrik II und Junge Lyrik III. Im Jahr 2006 nahm er bei dem visuellen lyrischen Projekt Poesie Bewegt der Bremer Straßenbahn AG unter der Leitung von Joachim Tuz mit seinem Werk teil. Mitte der 2000er Jahre trat Wensing mit den Musikern Martin Schmitz und Michael Wurzel als Trio „eher selten“ literarisch-musikalisch in Erscheinung. Daneben stellte er seine Texte in verschiedenen anderen Formaten vor, so zum Beispiel im Jahr 2010 in Zusammenarbeit mit dem Stadttheater Ingolstadt.
Im August 2014 erschien sein erster eigener Gedichtband Mitschrift in der Reihe 100 Gedichte im Martin Werhand Verlag. Seine zweite Publikation erschien in der Reihe Kurzgeschichten im November 2015 unter dem Titel Zwischenspiel im selben Verlag. Eine dritte Veröffentlichung mit Gedichten im MWV erschien im Dezember 2019 unter dem Titel Herbsttag in der Reihe 50 Gedichte.

## Publikationen (Auswahl)

### Einzelbände
- Mitschrift. 100 Gedichte. Martin Werhand Verlag, Melsbach 2014, ISBN 978-3-943910-06-3.
- Zwischenspiel. Kurzgeschichten. Martin Werhand Verlag, Melsbach 2015, ISBN 978-3-943910-07-0.
- Herbsttag. 50 Gedichte. Martin Werhand Verlag, Melsbach 2019, ISBN 978-3-943910-69-8.

### Anthologien
- Junge Lyrik – 50 Dichterinnen und Dichter. Anthologie, Martin Werhand Verlag, Melsbach 1999, ISBN 3-9806390-1-0. Auch zweite, überarbeitete Auflage.
- Junge Lyrik II – 50 Dichterinnen und Dichter. Anthologie, Martin Werhand Verlag, Melsbach 2000, ISBN 3-9806390-0-2.
- Junge Lyrik III – 50 Dichterinnen und Dichter. Anthologie, Martin Werhand Verlag, Melsbach 2002, ISBN 3-9806390-3-7. Auch zweite, überarbeitete Auflage.